# Preston Pearson

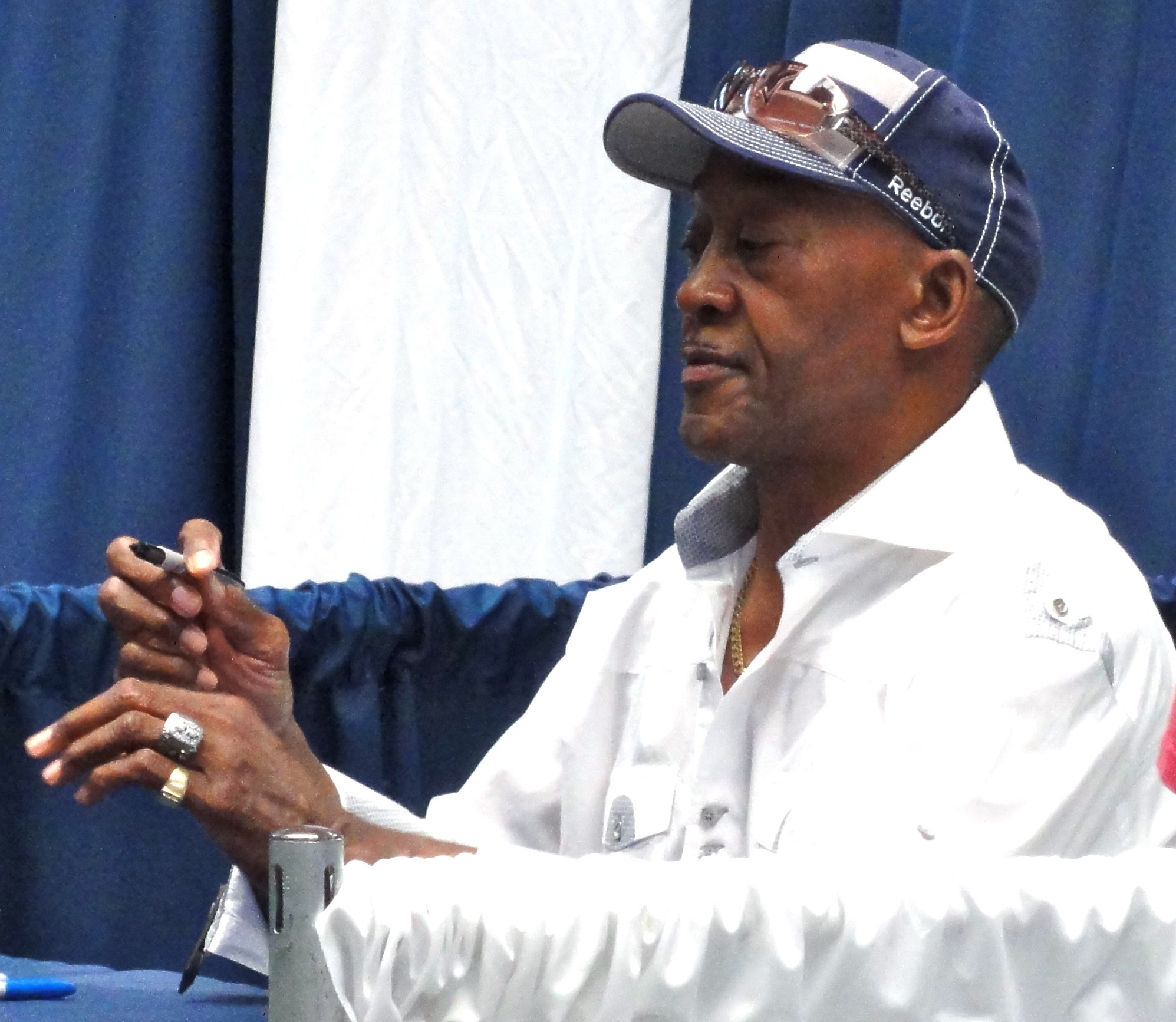
Preston Pearson dando autógrafos em 2012

Preston Pearson é um ex-jogador profissional de futebol americano estadunidense.

## Carreira
Preston Pearson foi campeão da temporada de 1977 da National Football League jogando pelo Dallas Cowboys.